# Sindaci di Conselice
Di seguito l'elenco cronologico dei sindaci di Conselice e delle altre figure apicali equivalenti che si sono succedute nel corso della storia.

## Regno d'Italia (1861-1946)
| Periodo | Periodo | Primo cittadino      | Partito | Carica                       | Note     |
| ------- | ------- | -------------------- | ------- | ---------------------------- | -------- |
| 1860    | 1865    | Leonardo Selli       |         | Sindaco                      |          |
| 1866    | 1867    | Gaudenzio Fernè      |         | Sindaco                      |          |
| 1867    | 1868    | Domenico Compagnoni  |         | Assessore anziano            |          |
| 1868    | 1869    | Giacomo Monti        |         | Assessore anziano            |          |
| 1869    | 1871    | Paolo Ossani         |         | Sindaco                      |          |
| 1871    | 1872    | Vincenzo Fernè       |         | Sindaco                      |          |
| 1872    | 1872    | Giuseppe Negri       |         | Sindaco facente funzioni     |          |
| 1872    | 1876    | Sante Ubaldini       |         | Sindaco                      |          |
| 1876    | 1876    | Giuseppe Raffi       |         | Assessore anziano            |          |
| 1877    | 1877    | Giuseppe Negri       |         | Sindaco                      | 2ª volta |
| 1877    | 1880    |                      |         | Sindaco                      |          |
| 1880    | 1882    | Luigi Garbesi        |         | Sindaco                      |          |
| 1882    | 1884    | Vincenzo Piatesi     |         | Sindaco                      |          |
| 1884    | 1885    | Alfonso Garbesi      |         | Assessore delegato           |          |
| 1885    | 1887    | Andrea Negri         |         | Sindaco f. f.                |          |
| 1887    | 1889    | Luigi Ricci          |         | Sindaco                      |          |
| 1889    | 1890    | Pio Vittorio Ferrari |         | Commissario straordinario    |          |
| 1890    | 1890    | Valentini            |         | Commissario straordinario    |          |
| 1890    | 1890    | Decio Palestini      |         | Commissario regio            |          |
| 1890    | 1891    | Serafino Formigatti  |         | Sindaco f. f.                |          |
| 1891    | 1894    |                      |         | Sindaco                      |          |
| 1894    | 1895    | Eleuterio Negri      |         | Assessore presidente         |          |
| 1895    | 1899    | Vincenzo Piatesi     |         | Sindaco                      | 2ª volta |
| 1899    | 1902    | Achille Bitelli      |         | Sindaco                      |          |
| 1902    | 1903    | Giuseppe Martini     |         | Sindaco                      |          |
| 1903    | 1906    | Nerino Penazzi       |         | Sindaco                      |          |
| 1906    | 1906    | Pio Olivieri         |         | Assessore anziano presidente |          |
| 1906    | 1907    | Sebastiano Ricci     |         | Assessore anziano presidente |          |
| 1907    | 1908    | Pio Olivieri         |         | Assessore anziano presidente | 2ª volta |
| 1908    | 1914    | Nerino Penazzi       |         | Sindaco                      | 2ª volta |
| 1914    | 1919    | Alfredo Bertocchi    |         | Sindaco                      |          |
| 1919    | 1920    | Adolfo Accorsi       |         | Sindaco                      |          |
| 1920    | 1921    | Ettore Gardenghi     |         | Sindaco                      |          |
| 1921    | 1921    | Giorgio Cagnotti     |         | Commissario prefettizio      |          |
| 1921    | 1922    | Bertozzi             |         | Commissario prefettizio      |          |
| 1922    | 1922    | Gorini               |         | Commissario prefettizio      |          |
| 1922    | 1924    | Aristide Olivieri    |         | Sindaco                      |          |
| 1924    | 1924    | Ettore Primavera     |         | Commissario prefettizio      |          |
| 1924    | 1925    | G. Cornia            |         | Commissario prefettizio      |          |
| 1925    | 1925    | Pietro Negri         |         | Sindaco                      |          |
| 1926    | 1926    | Scipione Leati       |         | Commissario                  |          |
| 1926    | 1927    | Ugo Cagnani          |         | Commissario                  |          |
| 1927    | 1927    | Baffè                |         | Commissario                  |          |
| 1927    | 1932    | Anselmo Olivieri     |         | Podestà                      |          |
| 1932    | 1932    | Inigo Tosaroni       |         | Commissario                  |          |
| 1932    | 1933    | Arturo Morgagni      |         | Commissario                  |          |
| 1933    | 1935    | Arturo Morgagni      |         | Podestà                      |          |
| 1935    | 1935    | Domenico Angelini    |         | Podestà                      |          |
| 1935    | 1937    | Arturo Morgagni      |         | Podestà                      | 2ª volta |
| 1937    | 1943    | Domenico Angelini    |         | Podestà                      | 2ª volta |
| 1943    | 1943    | Zeno Buzzetti        |         | Commissario                  |          |
| 1943    | 1943    | Carlo Luzzi          |         | Commissario                  |          |
| 1943    | 1944    | Alfredo Graldi       |         | Commissario                  |          |
| 1944    | 1944    | Alberto Guolo        |         | Commissario                  |          |
| 1944    | 1944    | Mario Borghesi       |         | Commissario                  |          |
| 1944    | 1944    | Giovanni Berti       |         | Commissario                  |          |
| 1945    | 1945    | Dante Vacchi         |         | Commissario                  |          |

## Repubblica italiana (dal 1946)
| Sindaci eletti dal Consiglio comunale (1946-1995)    | Sindaci eletti dal Consiglio comunale (1946-1995) | Sindaci eletti dal Consiglio comunale (1946-1995) | Sindaci eletti dal Consiglio comunale (1946-1995) | Sindaci eletti dal Consiglio comunale (1946-1995) |
| Nominativo                                           | Partito                                           | Mandato                                           | Mandato                                           | Elezioni                                          |
| Nominativo                                           | Partito                                           | Inizio                                            | Fine                                              | Elezioni                                          |
| ---------------------------------------------------- | ------------------------------------------------- | ------------------------------------------------- | ------------------------------------------------- | ------------------------------------------------- |
| Giorgio Rocca                                        | Partito Comunista Italiano                        | 1945                                              | 1951                                              | 31 marzo 1946                                     |
| Primo Pagani                                         | Partito Comunista Italiano                        | 1951                                              | 1955                                              | 1951                                              |
| Oddone Sani                                          | Commissario prefettizio                           | Febbraio 1955                                     | Giugno 1956                                       | -                                                 |
| Loris Pasotti                                        | Partito Comunista Italiano                        | 1956                                              | 20 marzo 1963                                     | 1956 e 1960                                       |
| Ennio Marchi                                         | Partito Comunista Italiano                        | 20 marzo 1963                                     | 1973                                              | Nov. 1964 e 1970                                  |
| Nerio Cocchi                                         | Partito Comunista Italiano                        | 1973                                              | 22 luglio 1975                                    | ?                                                 |
| Nerio Cocchi                                         | Partito Comunista Italiano                        | 22 luglio 1975                                    | luglio 1980                                       | 1975                                              |
| Nerio Cocchi                                         | Partito Comunista Italiano                        | luglio 1980                                       | 25 giugno 1985                                    | 1980                                              |
| Nerio Cocchi                                         | Partito Comunista Italiano                        | 25 giugno 1985                                    | 7 maggio 1990                                     | 1985                                              |
| Nerio Cocchi                                         | Partito Comunista Italiano                        | 7 maggio 1990                                     | 24 aprile 1995                                    | 1990                                              |
| Sindaci eletti direttamente dai cittadini (dal 1995) |                                                   |                                                   |                                                   |                                                   |
| Nominativo                                           | Partito                                           | Mandato                                           | Mandato                                           | Elezioni                                          |
| Nominativo                                           | Partito                                           | Inizio                                            | Fine                                              | Elezioni                                          |
| Nerio Cocchi                                         | Partito Democratico della Sinistra                | 24 aprile 1995                                    | 26 giugno 1999                                    | 1995                                              |
| Nerio Cocchi                                         | Democratici di Sinistra                           | 26 giugno 1999                                    | 15 giugno 2004                                    | 1999                                              |
| Maurizio Filipucci                                   | Democratici di Sinistra                           | 15 giugno 2004                                    | 2009                                              | 2004                                              |
| Maurizio Filipucci                                   | Partito Democratico                               | 2009                                              | 25 maggio 2014                                    | 2009                                              |
| Paola Pula                                           | Partito Democratico                               | 26 maggio 2014                                    | 2019                                              | 2014                                              |
| Paola Pula                                           | Partito Democratico                               | 2019                                              | 9 giugno 2024                                     | 2019                                              |
| Andrea Sangiorgi                                     | Partito Democratico                               | 10 giugno 2024                                    | in carica                                         | 2024                                              |